# Митрев, Божидар
Божида́р Ми́трев (болг. Божидар Митрев; род. 31 марта 1987 года в Софии) — болгарский футболист, вратарь. Выступал за сборную Болгарии.

## Карьера
Божидар — воспитанник футбольной школы «Левски». За первую команду клуба он дебютировал в сезоне 2006/07 в еврокубковой встрече с «Челси». Этот матч закончился победой «пенсионеров» со счётом 2:0, но молодой болгарин оставил приятное впечатление, отразив множество атак, включая опаснейший удар Майкла Эссьена. Затем игрок играл в дубле, проводя лишь 5-7 матчей в сезон за основную команду. 10 марта 2009 года в турнире дублёров Божидар забил гол с 90 метров команде «ПФК Вихрен». 9 мая того же года голкипер вышел в основе «Левски» и отстоял на ноль матч против заклятого врага своего клуба, ЦСКА из Софии. 18 декабря 2009 года, в матче Лиги Европы против «Лацио» Божидар внёс весомый вклад в победу своего клуба, отразив ряд опасных ударов. После того, как Георгий Петков и Кирилл Акальски покинули команду, Митрев стал основным голкипером клуба. Зимой 2013 года перешёл в софийский «Локомотив» на правах свободного агента. Летом 2015 года пополнил состав тираспольского клуба «Шериф». За команду дебютировал в матче первого квалификационного раунда Лиги Европы 2015/16 против норвежского клуба «Одд», тираспольчане уступили со счётом 0:3

## Достижения
- Чемпион Болгарии (2): 2006/07, 2008/09
- Обладатель Кубка Болгарии (1): 2006/07
- Обладатель Суперкубка Болгарии (2): 2007, 2009
- Чемпион Молдавии (1): 2015/16

## Статистика выступлений
| Клуб             | Сезон            | Лига  | Лига | Кубок | Кубок | Европа | Европа | Всего | Всего |
| Клуб             | Сезон            | Матчи | Голы | Матчи | Голы  | Матчи  | Голы   | Матчи | Голы  |
| ---------------- | ---------------- | ----- | ---- | ----- | ----- | ------ | ------ | ----- | ----- |
| Левски           | 2006/07          | 7     | 0    | 3     | 0     | 2      | 0      | 12    | 0     |
| Левски           | 2007/08          | 2     | 0    | 2     | 0     | 0      | 0      | 4     | 0     |
| Левски           | 2008/09          | 7     | 0    | 1     | 0     | 0      | 0      | 8     | 0     |
| Левски           | 2009/10          | 7     | 0    | 2     | 0     | 2      | 0      | 11    | 0     |
| Левски           | 2010/11          | 7     | 0    | 1     | 0     | 6      | 0      | 14    | 0     |
| Левски           | 2011/12          | 1     | 0    | 2     | 0     | 0      | 0      | 3     | 0     |
| Локомотив        | 2012/13          | 11    | 0    | 4     | 0     | 0      | 0      | 15    | 0     |
| Локомотив        | 2013/14          | 20    | 0    | 7     | 0     | 0      | 0      | 27    | 0     |
| Локомотив        | 2014/15          | 32    | 0    | 1     | 0     | 0      | 0      | 33    | 0     |
| Шериф            | 2015/16          | 0     | 0    | 0     | 0     | 0      | 0      | 0     | 0     |
| Всего за карьеру | Всего за карьеру | 94    | 0    | 23    | 0     | 10     | 0      | 127   | 0     |

## Примечание
1. ↑  Bozhidar Mitrev // Transfermarkt.com (мн.) — 2000.
2. ↑  Bozhidar Mitrev // FBref (англ.)
3. ↑  «Шериф» пополнил свои ряды новым голкипером. fc-sheriff.com. 30 июня 2015. Архивировано из оригинала 22 сентября 2015. Дата обращения: 1 июля 2015.
4. ↑  Sheriff — Odd. Дата обращения: 3 июля 2015. Архивировано 2 июля 2015 года.